# Mirror's Edge
Mirror's Edge — відеогра в жанрі платформерної action-adventure, розроблена студією EA Digital Illusions CE і видана Electronic Arts у 2008 році.
Вихід гри відбувся 12 листопада 2008 року для PlayStation 3 і Xbox 360. У січні 2009 року Mirror's Edge стала доступною для Microsoft Windows, у квітні 2010 року — для iOS, у липні 2012 року — для Windows Phone.

## Ігровий процес
Гравець керує головною героїнею, Фейт, пересуваючись містом. Техніка і рухи, такі як стрибки з даху на дах, біг по стінах і проникнення в будівлі через вентиляційні шахти, були натхненні паркуром. За словами головного продюсера Оуена О'Брайєна, завдання Mirror's Edge — «передати напругу і фізичний контакт з оточенням» і дати свободу пересувань, яка недоступна в іграх від першої особи. Для того аби досягти цього, рухи камери були більш прив'язані до руху персонажа. Наприклад, чим більша швидкість Фейт, тим сильніше камера розгойдується вверх-вниз; при проведенні перевороту камера обертається разом з героїнею. Руки, ноги і тулуб Фейт видно, що також використовується для передачі руху. Руки героїні розгойдуються, довжина кроків зростає зі збільшенням швидкості, а під час довгих стрибків Фейт руками та ногами шукає в повітрі точку опори.

## Сюжет

### Персонажі
- Фейт Коннорс (англ. Faith Connors) — 24-річна головна героїня гри. Має на тілі два татуювання: одне на плечі, а інше навколо правого ока, подібне на логотип гри. Фейт виконує роль кур'єра: доставляє пошту для людей, які намагаються уникаючи спілкування через контрольовані владою телефони та електронну пошту.[17]
- Меркурі (англ. Merkury) — товариш Фейт.
- Кейт Коннорс — сестра Фейт.

## Розробка
У 2007 році креативний директор DICE Бен Кузинс розповів сайту GameIndustry.biz, що студія має намір створити «щось свіже і цікаве», відчуваючи необхідність диверсифікувати від успішної серії Battlefield, завдяки якій студія стала відомою.
В червні 2007 журнал Computer and Video Games оголосив, що DICE працює над грою під назвою Mirror's Edge, яка, як очікувалося, «струсоне ігри жанру [шутерів від першої особи]». 10 липня 2007 року Electronic Arts офіційно анонсувала гру; в лютні 2008 року на Game Developers Conference в Сан-Франциско був вперше показаний геймплей. Відео, що складається повністю з геймплею гри, було випущено на Sony PlayStation Day в Лондоні 6 травня 2008 року.
Гра використовує рушій Unreal Engine 3 компанії Epic Games. В Unreal Engine 3 була вбудована нова система освітлення, Beast, створена DICE у співпраці з Illuminate Labs.
Згідно з документом окружного суду північного округу Каліфорнії, що розглядав позов Edge Games проти Electronic Arts, гра знаходилася в розробці три роки, над нею працювали понад 60 осіб, її бюджет склав десятки мільйонів доларів.

## Рецензії й нагороди
| Агрегатор    | Оцінка                                    |
| ------------ | ----------------------------------------- |
| GameRankings | 80,23 % (PC) 79.47 % (X360) 78.73 % (PS3) |
| Metacritic   | 81/100 (PC) 79/100 (X360) 79/100 (PS3)    |

| Видання                      | Оцінка                   |
| ---------------------------- | ------------------------ |
| 1Up.com                      | A−                       |
| Computer and Video Games     | 9/10                     |
| Edge                         | 5/10                     |
| Electronic Gaming Monthly    | A−, B+, B                |
| Eurogamer                    | 8/10                     |
| Game Informer                | 8/10                     |
| GameSpot                     | 7/10 (Xbox 360)          |
| IGN                          | 8.5/10 (PC) 8.3/10 (PS3) |
| Official Xbox Magazine (США) | 9.5/10                   |

В основному гра отримала позитивні відгуки. Агрегатор Metacritic оцінив версію для PC в 81/100, тоді як версію для PlayStation 3 і Xbox 360 — в 79/100. Агрегатор Game Rankings на основі рецензій поставив версії для PC 80,23 %, версії для PlayStation 3 — 78,67 %, версії для Xbox 360 — 79,53 %.